# Khúc côn cầu trong nhà tại Đại hội Thể thao Đông Nam Á 2019 - Nữ
Khúc côn cầu trong nhà đồng đội nữ tại Đại hội Thể thao Đông Nam Á 2019 ở Philippines được tổ chức từ ngày 4 đến ngày 10 tháng 12 năm 2019 tại Trung tâm Hội nghị & Thương mại LB Centro.

## Đội hình
| Malaysia (MAS) | Campuchia (CAM) | Philippines (PHI) | Singapore (SGP) | Thái Lan (THA) |
| --- | --- | --- | --- | --- |
| - Farah Ayuni Yahya - Juliana Mohamad Din - Qasidah Najwa Muhammad Halimi - Noor Hasliza Md Ali - Ellya Shahirah Ellias - Nur Aisyah Yaacob - Siti Rozailah Syuhada Jilon - Iren Hussin - Nur Afiqah Syahzani Azhar - Raja Norsharina Raja Shabuddin - Nuraini Abdul Rashid - Wan Norfaiezah Saiuti | - Ta Mam - Swati Sreng - Kumari Seng - Saini Ny - Nisha Ya - Vita Sa - Chanpheary Sam - Sovanphearum Chheoung - Lina Theib - Ry Heng - Nika Kong - Srey Sros Eng | - Maria Paulyn Castillo - Andrea Maria Lagman - Paula Jean Dumaplin - Jevilyn Obasa - Denizelle Ann Rasing - Yarra Austine Sebastian - Morticia Blair Castro - Angela Thea Laraya - Jaylene May Lumbo - Yvonne Mae Tasis - Kyle Delos Santos - Rafaela Landicho | - Chen Jingyi - Hannah Tan Ismail - Rahimah Abdul Aziz - Nadia Binte Ibrahim - Joan Anne Lim Ooi Hong - Sinuan Wannelenah Bte Mohd Alvarez - Janna Lim Ju Hong - Suriati Sonny - Juliette Lim Chor Hong - O Ming Fen - Natasha Venise Gerard - Lam Xin Ni | - Boonta Duangurai - Chantree Ladawon - Sairung Juwong - Jiratchaya Todkaew - Benjamas Bureewan - Tikhamporn Sakulpithak - Supansa Samanso - Priyakorn Jomjan - Anongnat Piresram - Alisa Narueangram - Kittiya Losantia |

## Kết quả

### Vòng bảng
| VT | Đội             | ST | T | H | B | BT | BB | HS  | Đ  | Giành quyền tham dự |
| -- | --------------- | -- | - | - | - | -- | -- | --- | -- | ------------------- |
| 1  | Malaysia        | 4  | 3 | 1 | 0 | 30 | 2  | +28 | 10 | Bán kết             |
| 2  | Thái Lan        | 4  | 3 | 1 | 0 | 23 | 3  | +20 | 10 | Bán kết             |
| 3  | Singapore       | 4  | 1 | 1 | 2 | 4  | 16 | −12 | 4  | Bán kết             |
| 4  | Philippines (H) | 4  | 1 | 0 | 3 | 4  | 24 | −20 | 3  | Bán kết             |
| 5  | Campuchia       | 4  | 0 | 1 | 3 | 7  | 23 | −16 | 1  |                     |

| 4 tháng 12 năm 2019 16:00 |

| Campuchia | 3–3      | Singapore |
| --------- | -------- | --------- |
|           | Chi tiết |           |

| Trọng tài: Kamile Mockaityte (LTU) Kristine Santos (PHI) |

| 4 tháng 12 năm 2019 19:30 |

| Malaysia | 15–0     | Philippines |
| -------- | -------- | ----------- |
|          | Chi tiết |             |

| Trọng tài: Ornpimol Kittiteerasopon (THA) Puthearim Chhoueng (CAM) |

| 5 tháng 12 năm 2019 14:15 |

| Malaysia | 3–0      | Singapore |
| -------- | -------- | --------- |
|          | Chi tiết |           |

| Trọng tài: Anastasia Bogolyubova (RUS) Kamile Mockaityte (LTU) |

| 5 tháng 12 năm 2019 17:45 |

| Thái Lan | 5–0      | Philippines |
| -------- | -------- | ----------- |
|          | Chi tiết |             |

| Trọng tài: Nur Hafizah Azman (MAS) Felissa Lai (SGP) |

| 6 tháng 12 năm 2019 14:15 |

| Campuchia | 1–6      | Thái Lan |
| --------- | -------- | -------- |
|           | Chi tiết |          |

| Trọng tài: Anastasia Bogolyubova (RUS) Felissa Lai (SGP) |

| 6 tháng 12 năm 2019 17:45 |

| Singapore | 1–0      | Philippines |
| --------- | -------- | ----------- |
|           | Chi tiết |             |

| Trọng tài: Ornpimol Kittiteerasopon (THA) Nur Hafizah Azman (MAS) |

| 7 tháng 12 năm 2019 16:00 |

| Malaysia | 2–2      | Thái Lan |
| -------- | -------- | -------- |
|          | Chi tiết |          |

| Trọng tài: Anastasia Bogolyubova (RUS) Kamile Mockaityte (LTU) |

| 7 tháng 12 năm 2019 19:30 |

| Philippines | 4–3      | Campuchia |
| ----------- | -------- | --------- |
|             | Chi tiết |           |

| Trọng tài: Nur Hafizah Azman (MAS) Ornpimol Kittiteerasopon (THA) |

| 8 tháng 12 năm 2019 14:15 |

| Thái Lan | 10–0     | Singapore |
| -------- | -------- | --------- |
|          | Chi tiết |           |

| Trọng tài: Nur Hafizah Azman (MAS) Kamile Mockaityte (LTU) |

| 8 tháng 12 năm 2019 17:45 |

| Campuchia | 0–10     | Malaysia |
| --------- | -------- | -------- |
|           | Chi tiết |          |

| Trọng tài: Ornpimol Kittiteerasopon (THA) Kristine Santos (PHI) |

### Vòng tranh huy chương
|  | Bán kết     | Bán kết         |             |       | Chung kết | Chung kết |
|  |             |                 |             |       |           |           |
|  | 9 Tháng 12  |                 |             |       |           |           |
|  |             |                 |             |       |           |           |
|  | Thái Lan    | 4               |             |       |           |           |
|  | Thái Lan    | 4               | 10 Tháng 12 |       |           |           |
|  | Singapore   | 0               |             |       |           |           |
|  | Singapore   | 0               | Thái Lan    | 1 (0) |           |           |
|  | 9 Tháng 12  |                 | Thái Lan    | 1 (0) |           |           |
|  |             | Malaysia (l.l.) | 1 (2)       |       |           |           |
|  | Malaysia    | Malaysia (l.l.) | 1 (2)       | 16    |           |           |
|  | Malaysia    |                 |             | 16    |           |           |
|  | Philippines | 0               |             |       |           |           |
|  | Philippines | 0               |             |       |           |           |

#### Bán kết
| 9 tháng 12 năm 2019 13:30 |

| Thái Lan | 4–0      | Singapore |
| -------- | -------- | --------- |
|          | Chi tiết |           |

| Trọng tài: Nur Hafizah Azman (MAS) Anastasia Bogolyubova (RUS) |

| 9 tháng 12 năm 2019 19:30 |

| Malaysia | 16–0     | Philippines |
| -------- | -------- | ----------- |
|          | Chi tiết |             |

| Trọng tài: Ornpimol Kittiteerasopon (THA) Felissa Lai (SGP) |

#### Chung kết
| 10 tháng 12 năm 2019 17:30 |

| Thái Lan         | 1–1      | Malaysia         |
| ---------------- | -------- | ---------------- |
|                  | Chi tiết |                  |
| Loạt luân lưu    |          |                  |
| {{{penalties1}}} | 0–2      | {{{penalties2}}} |

| Trọng tài: Anastasia Bogolyubova (RUS) Kamile Mockaityte (LTU) |

## Bảng xếp hạng cuối cùng
| Rank | Team        |
| ---- | ----------- |
| 1    | Malaysia    |
| 2    | Thái Lan    |
| 3    | Philippines |
| 3    | Singapore   |
| 5    | Campuchia   |